# 파블로 푸욜

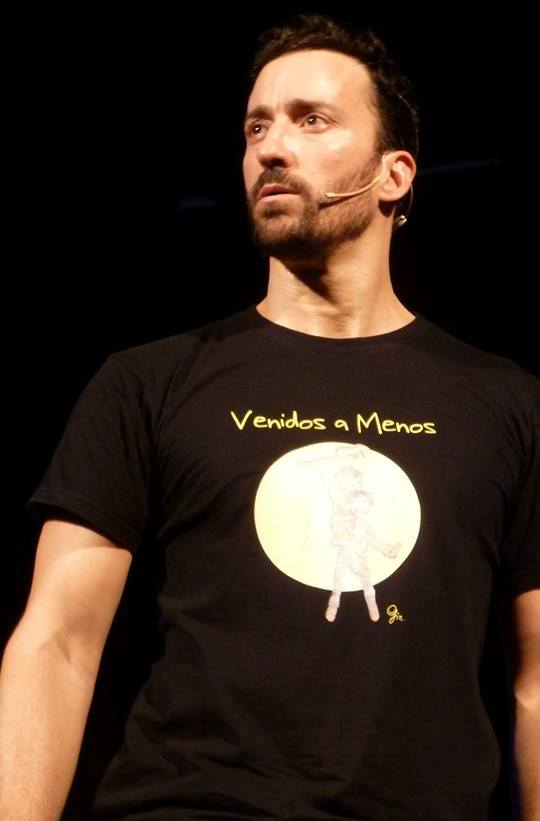

파블로 푸욜(Pablo Puyol Ledesma, 1975년 12월 26일~)은 스페인의 배우, 가수, 발레 무용수, 댄서, 무대 디자이너, 텔레비전 배우이다.
말라가에서 태어났다.

## 영화
- 프라임 타임(2008년)
- 컨스피러시 오브 엘 에스꼬리얼(2007년)
- 클랜데스티노스(2007년)
- 20 센티미터(2005년)
- 피에드라스(2002년)